# Almendres
Almendres es una localidad situada en la provincia de Burgos, comunidad autónoma de Castilla y León (España), comarca de Las Merindades, partido judicial de Villarcayo, ayuntamiento de Merindad de Cuesta-Urria.

## Geografía
Situado 6 km al nordeste de Nofuentes, capital del municipio; 17.5 de Villarcayo, cabeza de partido, y 88 de Burgos.

### Comunicaciones
- Carretera:  Local BU-V-5029 de acceso a la nacional N-629 , en Moneo a 4 km.

## Demografía
En el censo de 1950 contaba con 50 habitantes, reducidos a 3 en el padrón municipal de 2007.

## Historia
Villa , denominada entonces Almendres y San Cristóbal perteneciente a la Merindad de Cuesta-Urria en el Partido de Castilla la Vieja en Laredo, con jurisdicción de realengo.
A la caída del Antiguo Régimen queda agregado al ayuntamiento constitucional  de Merindad de Cuesta-Urria, en el partido de Villarcayo perteneciente a la región de Castilla la Vieja.

## Parroquia
Iglesia parroquial católica bajo la advocación del patrón de Castilla San Millán Abad, dependiente de la parroquia de Moneo en el Arciprestazgo de Medina de Pomar del Arzobispado de Burgos.
La iglesia de San Millán Abad se empezó a edificar en los primeros años del último cuarto de siglo XII, resalta por sus animados motivos escultóricos e interesante portada románica.
Casona junto a la iglesia. 